# موسم أعاصير بحر العرب
مواسم الأعاصير في بحر العرب، تعتبر بداية شهر مايو هي بداية موسم الأعاصير في بحر العرب والتي تنتهي في شهر ديسمبر.
أما ذروة نشاط الأعاصير فهي تنقسم إلى فترتين:
- الفترة الأولى: تبدأ من 21 أبريل وتنتهي في 21 يونيو أما خطورتها فهي من (5 مايو إلى 5 يونيو).
- الفترة الثانية: تبدأ من 21 سبتمبر وتنتهي في 21 نوفمبر أما خطورتها فهي من (25 سبتمبر إلى 25 أكتوبر).

## أٌقوي الأعاصير
ويعتبر إعصار غونو ( الأسبوع الأول من يونيو 2007 ) من أقوى الأعاصير التي نشأت في بحر العرب من حيث القوة والدمار منذ عام 1977